# La Coromina (Sant Martí del Clot)
La Coromina és un xalet al disseminat de Sant Martí del Clot de (la Vall de Bianya, la Garrotxa). Va ser bastida a principis de segle XX segons els gustos del propietari, que havia viatjat per tot el món i, en instal·lar-se a la vall de Bianya va decidir construir la casa amb els estils que més li agradaven.
És una casa on es barregen línies i gustos arquitectònics molt diferents. Té planta rectangular i disposa de baixos, pis i terrassa. Aquesta darrera està envoltada de merlets vidriats i té una part coberta amb teulat a quatre aigües, finestres rectangulars de fusta i murs enrajolats amb dibuixos de vegetals estilitzats. La resta d'obertures de la casa tenen la forma de l'arc islàmic. A migdia té adossada la masoveria. Malgrat els pocs anys d'existència, la casa va ser reformada i en va ensorrar una galeria amb vidrieres que, acabada en cúpula d'estil oriental, sobresortia de la façana de sol ixent.
La porta d'entrada és d'estil modernista i línies sinuoses amb rajoles amb la Mare de Déu del Roser a la part externa i Sant Josep a l'interior.